# Oshurkovia littoralis
Oshurkovia littoralis is een mosdiertjessoort uit de familie van de Umbonulidae. De wetenschappelijke naam van de soort is, als Umbonula littoralis, voor het eerst geldig gepubliceerd in 1944 door Hastings.